# Jüdischer Friedhof (Walsrode)

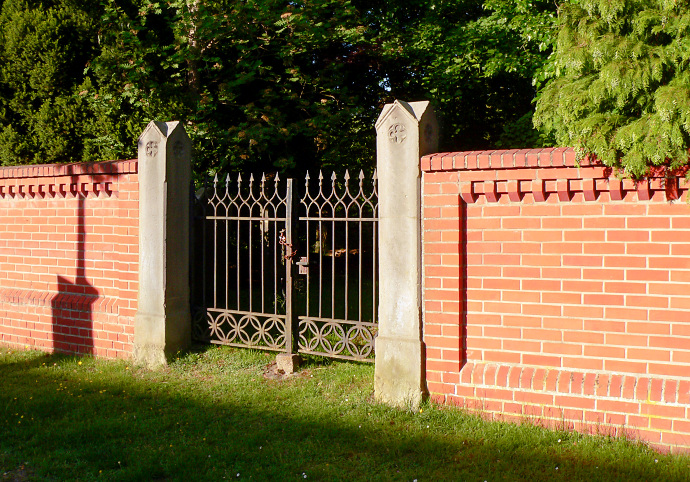
Friedhofseingang

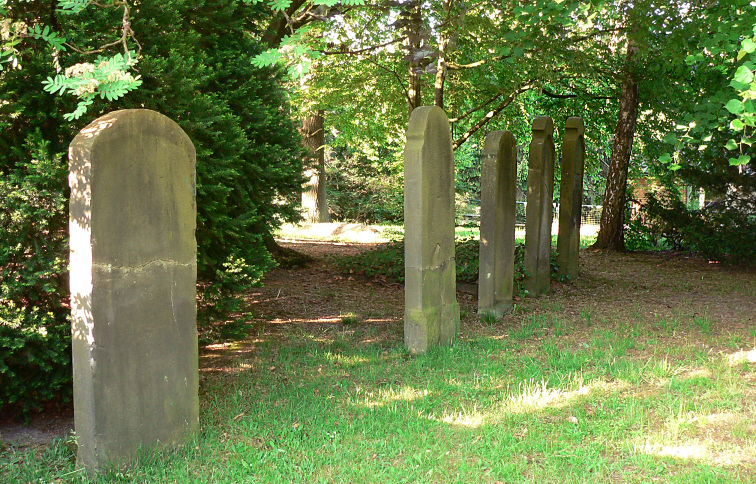
Grabsteine auf dem Friedhof

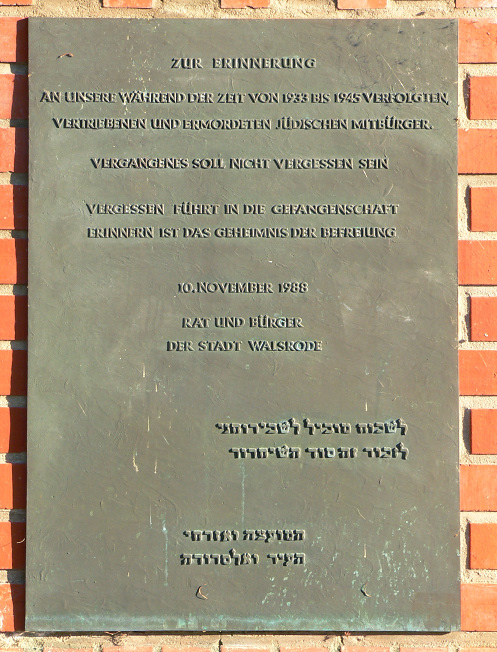
Gedenktafel

Der Jüdische Friedhof Walsrode ist ein jüdischer Friedhof in Walsrode im Landkreis Heidekreis in Niedersachsen. Die Friedhofsanlage ist als Kulturdenkmal eingestuft.

## Beschreibung
Der von einer Mauer aus roten Ziegelsteinen umgebene Friedhof befindet sich südlich des Ortskerns von Walsrode an der Ecke Hannoversche Straße / Beim Vorwerk. Die 56 jüdischen Grabsteine auf dem Friedhof stehen für jüdische Mitbürger aus Walsrode und Umgebung. Sie verstarben in den Jahren 1783 (nach anderen Angaben: 1805) bis 1938.
Eine Gedenk- und Informations-Tafel aus Bronze, die außen an der Mauer befestigt ist, trägt folgenden Text:
Zur Erinnerung

an unsere während der Zeit von 1933 bis 1945 verfolgten,

vertriebenen und ermordeten jüdischen Mitbürger.

Vergangenes soll nicht vergessen sein

Vergessen führt in die Gefangenschaft

Erinnern ist das Geheimnis der Befreiung

10. November 1988

Rat und Bürger

der Stadt Walsrode
darunter 4 Zeilen auf Hebräisch, die die letzten Zeilen (ohne das Datum) wiederholen.